# Bemolanga
 (novembre 2023).
- Si vous ne connaissez pas le sujet, laissez ce bandeau (vous pouvez alors contacter les auteurs).
- Si vous supprimez le contenu mis en cause (vous pouvez préalablement contacter les auteurs),

argumentez précisément cette suppression dans la page de discussion
(un manque de référence n'est pas un argument ; une recherche réelle de référence doit avoir été effectuée, être formellement documentée).
Bemolanga est un important gisement pétrolier appartenant au bassin onshore de Morondava, à Madagascar. On estime qu’il contient quelque 21 Gbbl de pétrole brut. 
On trouve les hydrocarbures dans les formations d’Isalo et d’Amboloando. Le site est situé au nord du gisement de Tsimiroro et à l’est de la ville de Morafenobe.

## Sources
- Brochure Bemolanga